# Microbotryales
Ordre
Les Microbotryales sont un ordre de champignons Basidiomycètes de la classe des Microbotryomycetes.

## Liste des familles
- Microbotryaceae
- Ustilentylomataceae